# Buslacena
Buslacena (łac. Diocesis Buslacenus) – stolica historycznej diecezji w Cesarstwie rzymskim w prowincji Afryka Prokonsularna, sufragania metropolii Kartagina. Współcześnie w Tunezji. Obecnie katolickie biskupstwo tytularne.

## Biskupi tytularni
| Lp. | Biskup                    | Funkcja                                                      | Od                | Do              |
| --- | ------------------------- | ------------------------------------------------------------ | ----------------- | --------------- |
| 1   | Alfredo Petit Vergel      | biskup pomocniczy Hawany (Kuba)                              | 16 listopada 1991 | 7 sierpnia 2021 |
| 2   | Gustavo Manuel Larrazábal | biskup pomocniczy archidiecezji San Juan de Cuyo (Argentyna) | 26 marca 2022     |                 |